# DAW (München)
Köhler en DAW zijn Duitse historische merken van motorfietsen.
De bedrijfsnaam was: Diana-Werke GmbH, München.
Ludwig Köhler had in 1923 onder zijn eigen naam 350cc-motorfietsen gebouwd. In 1924 maakte hij in opdracht van de Diana-Werke in München 405cc-eencilinder-tweetaktmotoren. Deze waren "geheel bekleed", waarschijnlijk met veel plaatwerk.
Het waren geen gunstige jaren voor de Duitse motorfietsindustrie. De markt werd vanaf 1923 overspoeld met honderden kleine merken die veelal goedkoop konden produceren door inbouwmotoren van andere merken te gebruiken. Desondanks verdwenen er in 1925 ruim 150 van de markt. De DAW-motorfietsen met hun plaatwerk en zelf ontwikkelde motor waren waarschijnlijk veel duurder en ook dit merk verdween in 1925.